# ألدخيسل
ألدخيسل أو (Aldegisel ،Aldegisl ،Aldgillis ،Aldgisl ،Aldgils أو Eadgils) (ازدهر حوالي عام 678) كان حاكم فريزيا (ملكا أو دوق) في أواخر القرن السابع معاصر لداجوبيرت الثاني، وشخصية غامضة جداً. فكل ما هو معروف عنه هو علاقته بالقديس الشهير ويلفريد الذي آواه وحماه. لكنه على كل الأحوال هو أول حاكم محقق تاريخياً للفريزيين.(ص.792)
واللقب الدقيق للحكام الفريزيين يعتمد على المصدر، فمصادر الفرنجة تميل لدعوتهم «الدوقات»، بينما تطلق عليهم مصادر أخرى «الملوك».